# IJzer-60
IJzer-60 of 60Fe is een onstabiele radioactieve isotoop van ijzer, een overgangsmetaal. De isotoop komt van nature nauwelijks op Aarde voor; sporen van de isotoop zijn enkel aangetroffen in Antarctische sneeuw, afkomstig van kosmisch stof.
IJzer-60 ontstaat onder meer bij het radioactief verval van mangaan-60 en mangaan-61.
Analyse van de samenstelling van acht meteorieten, vermoedelijk ontstaan tijdens de eerste drie miljoen jaar van de vorming van het zonnestelsel, heeft uitgewezen dat, zo'n 1 tot 2 miljoen jaar na de vorming van de Zon, de protoplanetaire schijf verrijkt werd met ijzer-60. Dit moet het gevolg zijn geweest van een supernova niet ver van de plek van de Zonnenevel.

## Radioactief verval
IJzer-60 vervalt door bètaverval tot de radioactieve isotoop kobalt-60:
{\displaystyle {\ce {{^{60}_{26}Fe}->{^{60}_{27}Co}+{e^{-}}+{\bar {\nu }}_{e}}}}
De halveringstijd bedraagt meer dan 2,5 miljoen jaar. Daarmee is het de langstlevende radio-isotoop van ijzer. De waarde voor de halfwaardetijd werd in 2009 door een Duitse studie als nieuwe waarde gevonden. Tot dan toe werd aangenomen dat de halfwaardetijd 1,49 miljoen jaar bedroeg. Deze nieuwe waarde had grote consequenties voor de interpretatie van de nucleosynthese in het heelal.
45Fe · 46Fe · 47Fe · 48Fe · 49Fe · 50Fe · 51Fe · 52Fe · 52mFe · 53Fe · 53mFe · 54Fe · 54mFe · 55Fe · 56Fe · 57Fe · 58Fe · 59Fe · 60Fe · 61Fe · 61mFe · 62Fe · 63Fe · 64Fe · 65Fe · 65mFe · 66Fe · 67Fe · 67mFe · 68Fe · 69Fe · 70Fe · 71Fe · 72Fe · 73Fe · 74Fe · 75Fe